# 새턴 3
새턴 3(Saturn 3)은 미국에서 제작된 스탠리 도넌 감독의 1980년 모험, SF, 스릴러 영화이다. 파라 포셋 등이 주연으로 출연하였고 스탠리 도넌 등이 제작에 참여하였다.

## 출연

### 주연
- 파라 포셋
- 커크 더글라스
- 하비 케이틀

## 제작진
- 협력프로듀서: 에릭 레트레이
- 미술: 스투어트 크레그
- 의상: 안소니 멘들슨